# Globosolembos lunatus
Globosolembos lunatus is een vlokreeftensoort uit de familie van de Aoridae. De wetenschappelijke naam van de soort is voor het eerst geldig gepubliceerd in 1988 door Myers.